# Skyline-Ganipa
Skyline-Ganipa – jednostka osadnicza w Stanach Zjednoczonych, w stanie Nowy Meksyk, w hrabstwie Cibola.